# Juliette Gaultier de la Vérendrye
Juliette Gaultier de la Vérendrye, née le 7 août 1888 à Ottawa et morte le 21 août 1972, est une musicienne canadienne-française reconnue pour son interprétation de musique folklorique canadienne, dont des chants acadiens, autochtones et inuits.

## Biographie
Juliette Gaultier de la Vérendrye, baptisée Juliette Gauthier, est née à Ottawa le 7 août 1888. Elle est la sœur cadette de la mezzo-soprano Éva Gauthier. Elle a étudié le violon au conservatoire de Montréal pour ensuite compléter sa formation musicale en Europe grâce à un financement de Lord Strathcona. Elle se rend d'abord en Hongrie afin d'étudier le violon auprès de Jeno Hubay. Peu après, elle se rend à Florence, où elle étudie le chant avec Vincenzo Lombardi.
En 1912, il est prévu que Juliette fasse ses débuts à l'opéra à Boston. Comme on lui avait attribué un rôle de doublure, elle ne monta jamais sur la scène et ne fit pas carrière comme artiste lyrique. C'est au début des années 1920 que Juliette tourne sa carrière vers l'interprétation de la musique folklorique canadienne. C'est à la même époque qu'elle adopte le nom de scène Gaultier de la Vérendry. Le choix de ce nom n'est pas anodin puisqu'elle prétend être une descendante de Pierre Gaultier de la Vérendrye. Par ailleurs, ce changement de nom lui permet de se distinguer des autres dénommés Gauthier déjà présents sur la scène musicale.
Durant son exploration du répertoire folklorique canadien, elle collabore avec l'anthropologue Marius Barbeau qui était alors associé au Musée national du Canada, aujourd'hui le Musée canadien de l'histoire,. Cette collaboration lui permet d'accéder aux archives du musée et de parfaire ses connaissances relatives au folklore canadien. Elle repère dans les archives du musée des chants et des costumes traditionnels qu'elle utilisera dans ces prestations musicales afin qu'elles soient le plus authentiques possible. Le répertoire qu'elle chante est tiré en partie des airs recueillis à travers le Canada grâce aux recherches de Marius Barbeau, d'Édouard-Zotique Massicotte, entre autres. Elle interprète également de la musique provenant de ses recherches de terrain. En effet, afin d’approfondir ses connaissances et l'étendue de son répertoire, elle séjourne avec les Nookta, les Assiboines et les Alguonquins, entre autres. C'est ainsi qu'elle apprend les dialectes, les danses et les légendes traditionnelles.
En 1929, Vilhjalmur Stefansson tente de populariser l'œuvre Songs of the Coppers Eskimos publiée par Diamond Jenness grâce à un programme chanté par Juliette Gaultier au Town Hall de New York
Le 6 juillet 1938, elle présente un gala folklorique canadien à Paris au Musée de l'homme. Durant cet événement, elle propose un programme composé de courts métrages mettant en scène la vie des autochtones et d'un récital d'airs folkloriques.
Elle meurt le 21 août 1972.
La correspondance de Juliette Gaultier et d'Edouard-Zotique Massicotte est conservée au centre d'archives de la Ville de Montréal.

## Posthume
Aujourd'hui, l'étude de la carrière de Juliette Gaultier ne peut passer sous silence le concept d'appropriation culturelle. Les écrits de l'époque ne permettent pas d'identifier quelle aurait pu être la réception des prestations de Gautier chez les autochtones. En revanche, la nature sérieuse de ses recherches et certains de ses propos recueillis dans une entrevue de 1930 laissent présager qu'elle était bien intentionnée dans sa démarche artistique.